# Tourisme aux États-Unis

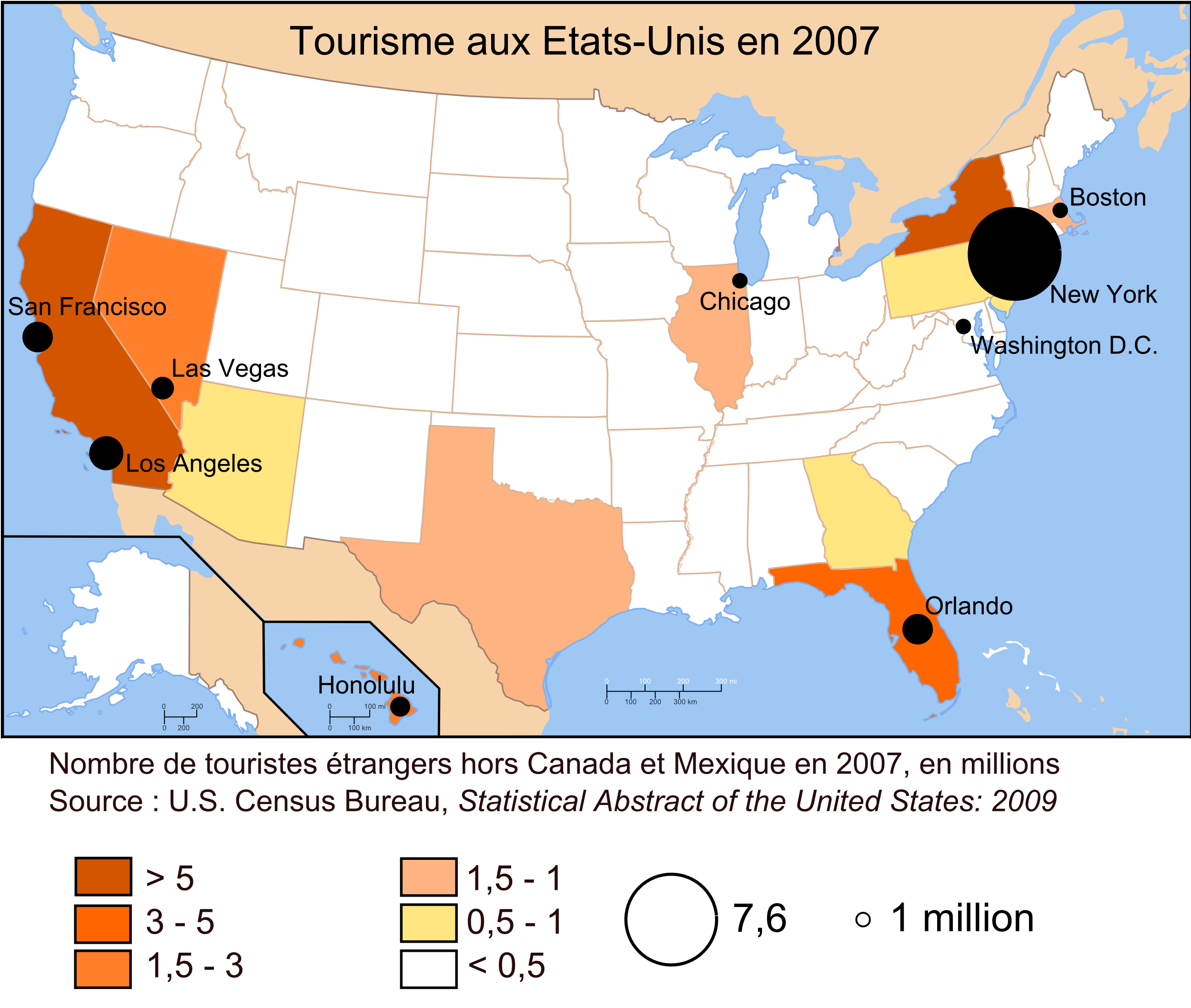
Villes et régions touristiques

## Les atouts
- Un pays immense : les États-Unis sont le quatrième État le plus grand du monde. Cette immensité est un facteur de variété des paysages.
- Les villes de la Nouvelle-Angleterre offrent également un patrimoine architectural des XVIIe et XVIIIe siècles. La Louisiane est réputée pour ses maisons coloniales et le quartier français de La Nouvelle-Orléans

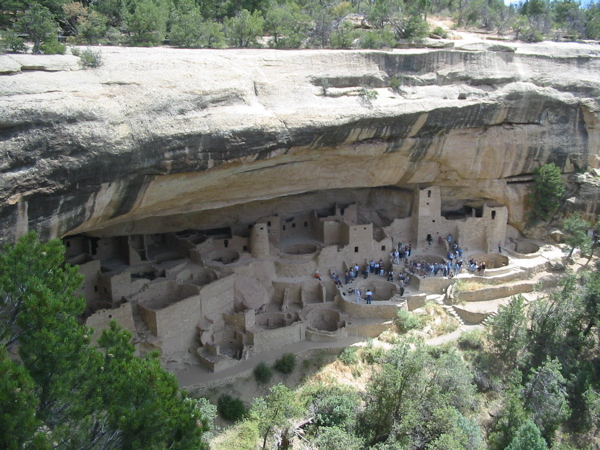
Mesa Verde (XIIIe / XIVe siècles)
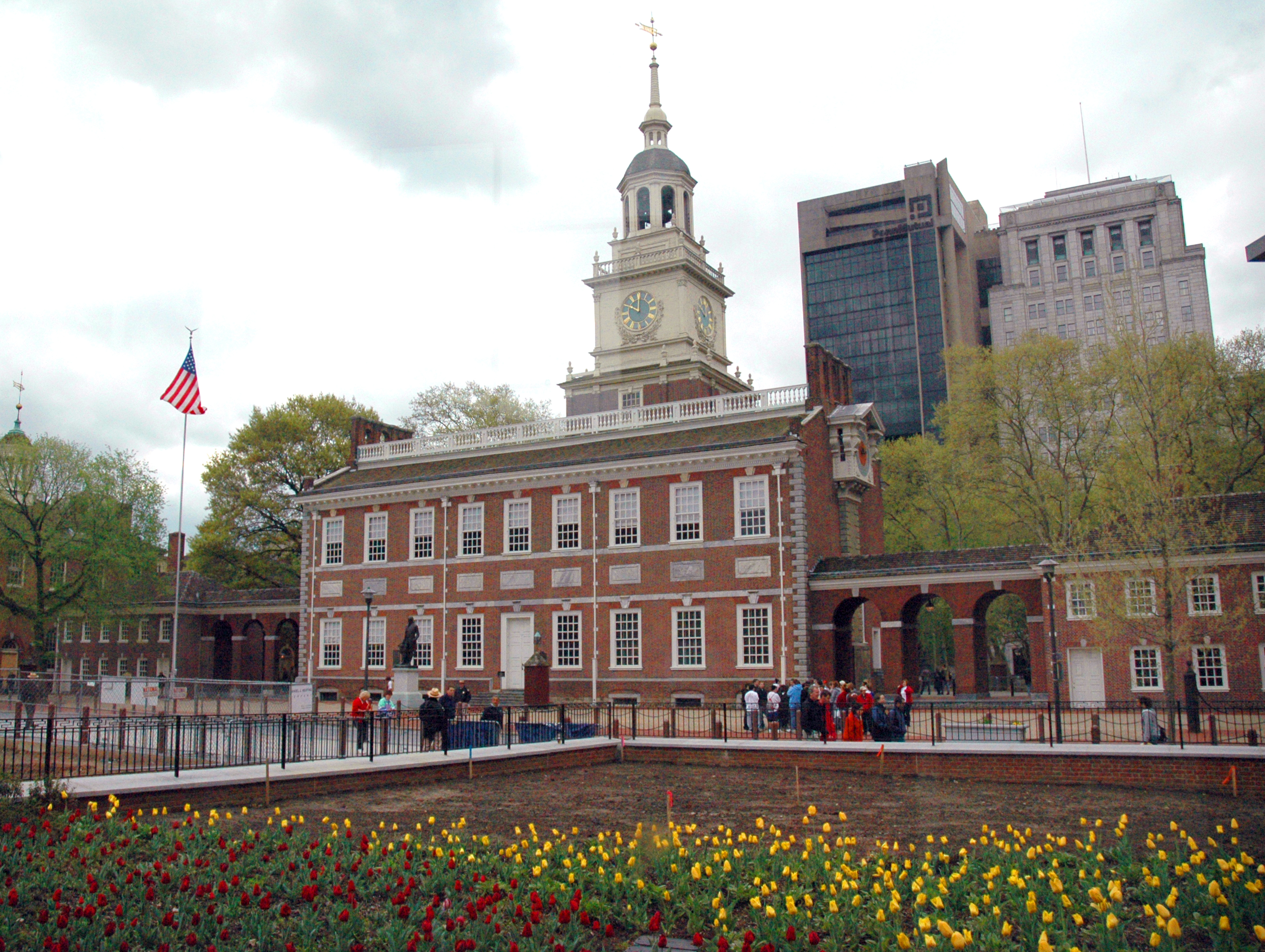
Independance Hall, Philadelphie (XVIIIe siècle)
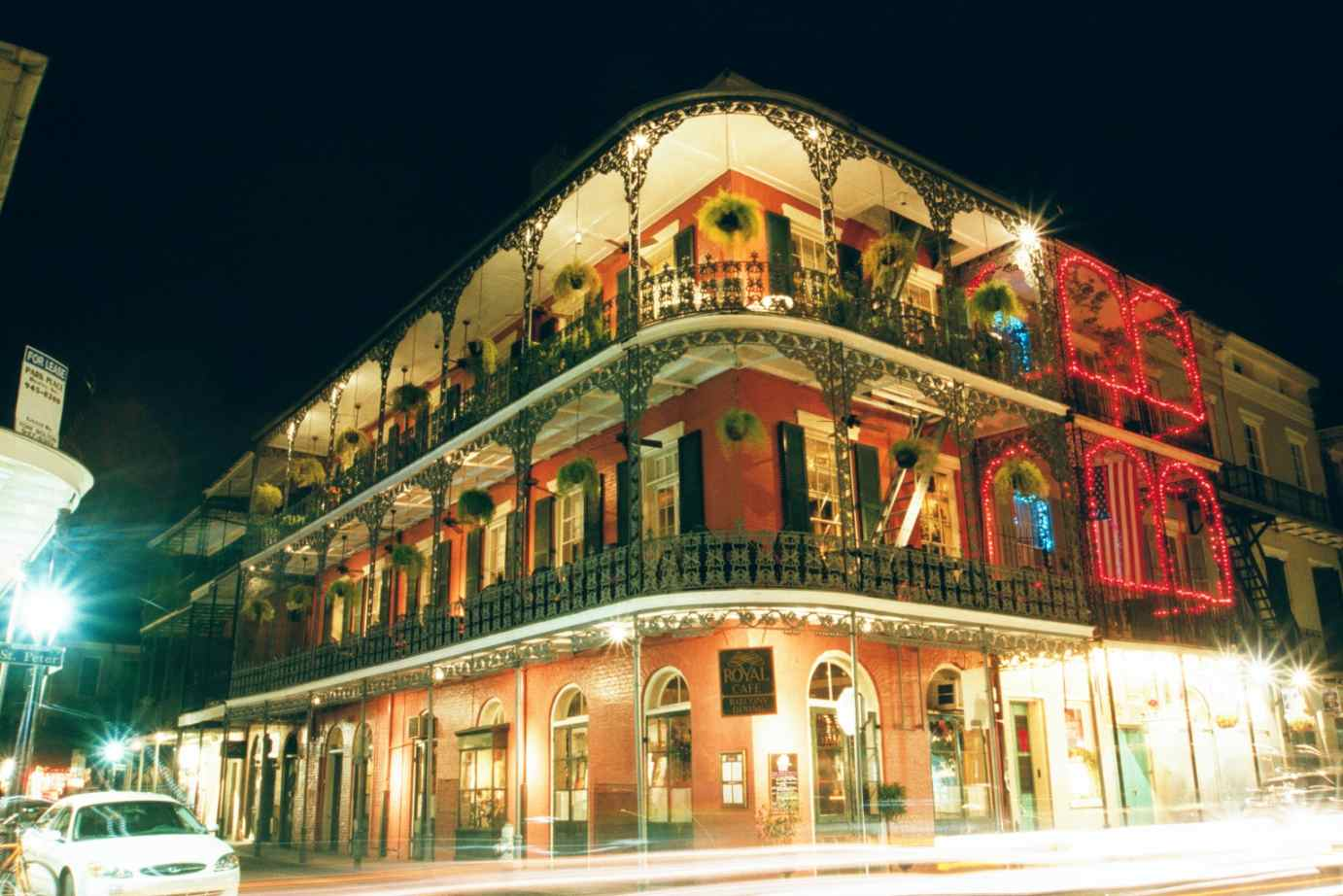
Le quartier français à La Nouvelle-Orléans (XVIIIe – XIXe siècles)
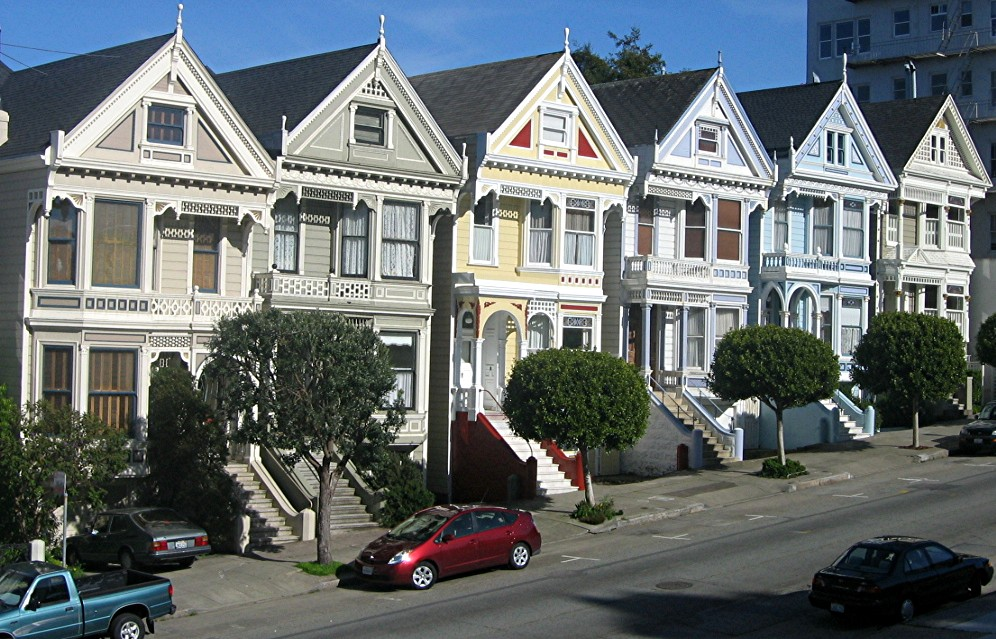
Les maisons victoriennes de San Francisco (XIXe siècle)

- Mais les principaux atouts touristiques américains sont les nombreux sites naturels dispersés dans tout le pays.
- Les États-Unis attirent les visiteurs grâce à leur rayonnement culturel : les films véhiculent des images d'un pays qui peut sembler familier.
- Enfin, l'offre touristique est soutenue par d'importants équipements : les États-Unis ont une capacité hôtelière équivalente au quart de la capacité de tout le continent africain[1].

## Histoire du tourisme américain

### XIXesiècle
La croissance du tourisme urbain aux États-Unis à la fin du XIXe siècle début XXe siècle représentait une transformation culturelle majeure concernant l'espace urbain, les loisirs et la commercialisation. Dans les années 1850, le tourisme aux États-Unis a été établi à la fois comme une activité culturelle et comme une industrie. Bien que les agences de voyages et les voyages organisés n'existaient pas jusque dans les années 1870 et 1880, les entrepreneurs de différents secteurs, des propriétaires d'hôtels en passant par les agents de lignes ferroviaires jusqu'aux artistes et écrivains reconnaissaient que l'on pouvait faire des profits à partir de cette activité touristique prospère. L'augmentation du nombre de trains de locomotive à vapeur pendant les années 1800 permit aux touristes de voyager plus facilement et rapidement. Aux États-Unis, plus de 4 500 kilomètres (2 800 miles) de chemin de fer ont été construits en 1840 et en 1860, toutes les principales villes de l'est des États-Unis étaient reliées par le train. En 1869 la première connexion ferroviaire trans-américaine fut effectuée. Le Parc Yosemite a été développé en tant qu'attraction touristique à la fin des années 1850, début des années 1860 pour un public qui voulait une icône et un lieu national pour symboliser la merveille exotique de sa région. Pour la première fois, la photographie joua un rôle important dans le développement des attractions touristiques, rendant possible la distribution de centaines d'images mettant en avant les différents lieux d'intérêt.
New York, Chicago, Washington, D.C. et  San Francisco, toutes les principales villes des États-Unis, attirèrent dès les années 1850 un grand nombre de touristes. La population de New York augmenta de 300 000 habitants en 1840 à 800 000 habitants en 1850. Chicago vécut une dramatique augmentation de 4 000 résidents en 1840 à 300 000 en 1870. En 1800, les dictionnaires publièrent pour la première fois le mot « touriste », qui désignait ceux qui partaient en Europe ou faisaient un voyage autour des merveilles naturelles à New York et la Nouvelle-Angleterre. L'absence du tourisme urbain au XIXe siècle était due au fait que les villes américaines manquaient (ce qui n'était pas le cas en Europe) de lieux architecturaux et artistiques. Les villes américaines avaient tendance à déplaire par leur « laideur » au lieu d'intimider par son inspiration ou son plaisir esthétique. Certains touristes étaient fascinés par l'augmentation rapide de nouvelles zones urbaines : « C'était quelque chose d'absorbant d'admirer le processus de l'évolution du monde ; à la fois la formation du monde naturel et du monde conventionnel », écrira en 1837 l'écrivain anglaise Harriet Martineau en 1837.

### XXIesiècle
L'industrie du voyage et du tourisme aux États-Unis fut parmi les premières victimes commerciales des attentats du 11 septembre 2001, une série d'attentats terroristes sur le sol américain. Les terroristes utilisèrent 4 lignes aériennes commerciales comme arme de destruction pendant les attaques qui tuèrent près de 3 000 personnes. Une semaine après la reprise des vols, le nombre de passagers chuta de près de 45 %, passant de 9 millions la semaine précédant les attentats à 5 millions. Les hôtels et agences de voyages enregistrèrent en grand nombre d'annulations à travers le monde. L'industrie hôtelière subit une perte de revenus estimée à 700 millions de dollars, quatre jours après les attentats. La situation se rétablit les mois suivants puisque la Réserve fédérale s'occupa de maintenir le système financier à flot. Le Congrès américain distribua une aide de cinq milliards de dollars aux compagnies aériennes nationales et dix milliards de dollars en garanties d'emprunt leur permettant de voler.
Aux États-Unis, le tourisme est soit l'un des premiers, seconds ou troisièmes plus gros employeur dans 29 États, employant 7,3 millions de personnes en 2004, et représentant 1,19 milliard de voyages touristiques en 2005
En 2025, à la suite de l'élection de Donald Trump, les prévisions d'entrées de touristes chutent aux Etats-Unis, notamment en provenance d'Europe et du Canada, faisant craindre au secteur une perte de 64 milliards de dollars.

## Chiffres

Classement des dix plus grands pays touristiques du monde

- Classement des pays les plus touristiques dans le monde :

| 2003                                                                                 | 2004                                                                                     | 2018                                                                                     |
| ------------------------------------------------------------------------------------ | ---------------------------------------------------------------------------------------- | ---------------------------------------------------------------------------------------- |
| 1. France 75 M 2. Espagne 51,8 M 3. États-Unis 41,2 M 4. Italie 39,6 M 5. Chine 33 M | 1. France 75,1 M 2. Espagne 53,6 M 3. États-Unis 46,1 M 4. Chine 41,8 M 5. Italie 37,1 M | 1. France 89.3 M 2. Espagne 82,7 M 3. États-Unis 79.7 M 4. Chine 62.9 M 5. Italie 61.5 M |

- L'afflux de touristes aux États-Unis dépend en grande partie du cours du dollar.
- En 1999, 62 % des visiteurs étrangers viennent du continent américain[10].
- Les recettes du tourisme international ne représentaient en 1995 que 0,9 % du PNB des États-Unis[11].
- Chaque année, le tourisme rapporte 545 milliards de dollars au pays[12].
- Les touristes français privilégient les grandes villes américaines : ainsi, sur les 20 premières destinations touristiques des Français, cinq sont américaines. La première est New York, la cinquième San Francisco et la huitième Las Vegas[13].

## Types de tourisme

### Écotourisme
L'écotourisme ou tourisme vert s'est développé aux États-Unis grâce aux nombreux parcs et sites protégés depuis le XIXe siècle :

Patrimoine mondial : 
- 1978 Parc national de Mesa Verde
- 1978 Parc national de Yellowstone
- 1979 Parc national des Everglades

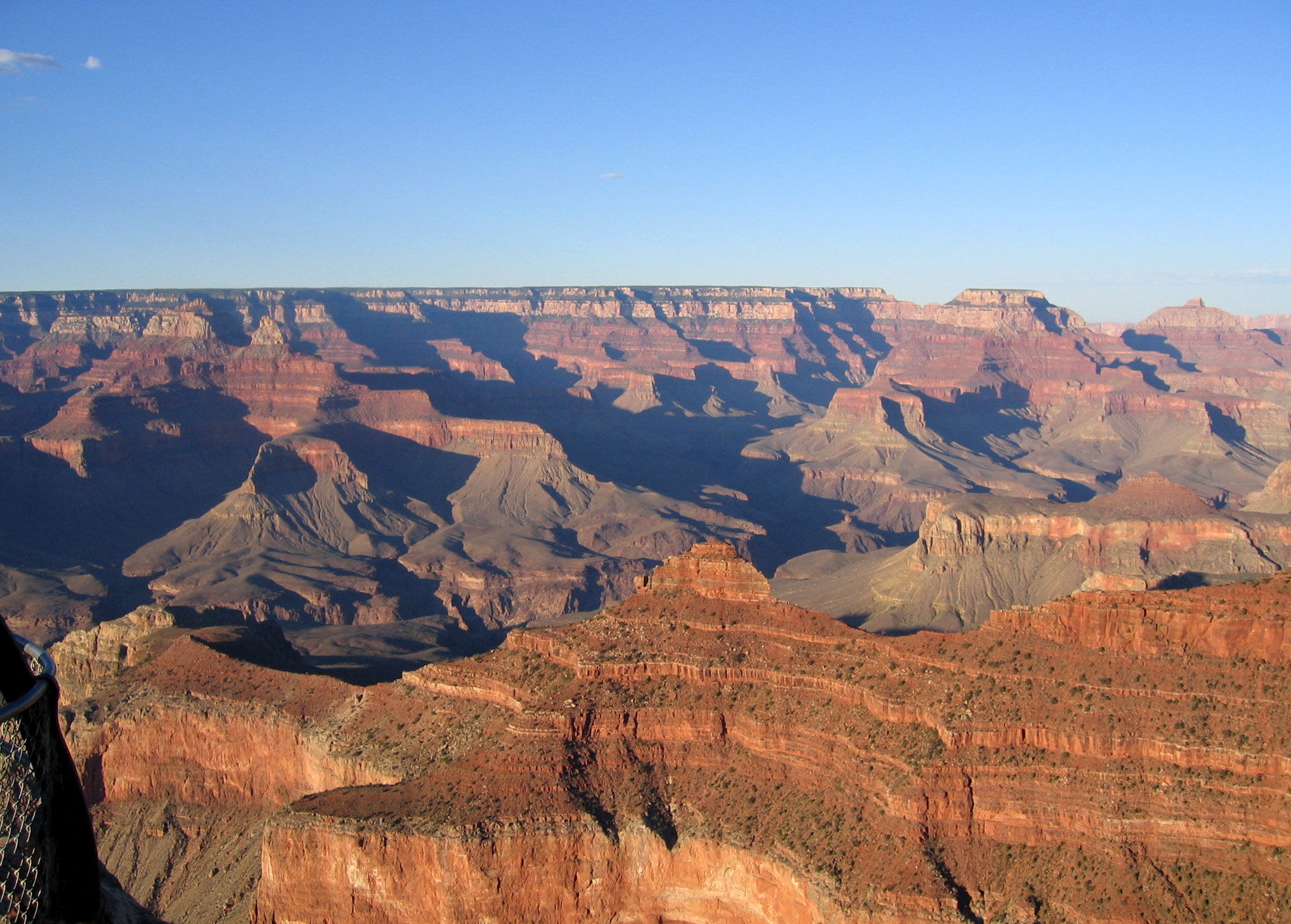
Le Grand Canyon

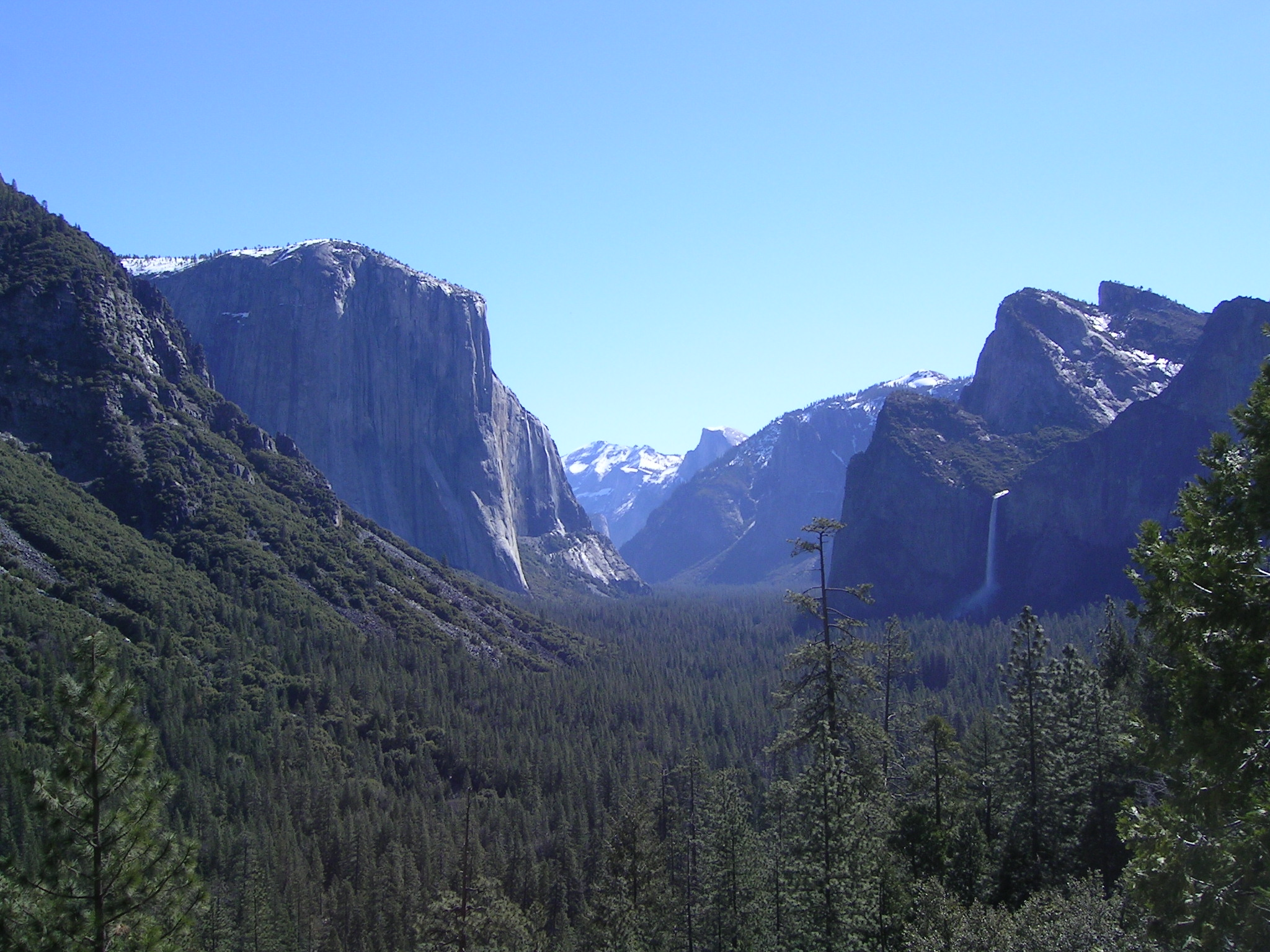
Le Yosemite

- 1979 Parc national du Grand Canyon
- 1979 Independence Hall
- 1980 Parc national de Redwood
- 1981 Parc national de Mammoth Cave
- 1981 Parc national Olympique
- 1982 Site historique d'État des Cahokia Mounds
- 1983 Parc national des Great Smoky Mountains
- 1983 Forteresse et site historique de San Juan à Porto Rico
- 1984 Statue de la Liberté
- 1984 Parc national de Yosemite
- 1987 Monticello (Virginie) et université de Virginie
- 1987 Parc national historique de Chaco
- 1987 Parc national des volcans d'Hawaï
- 1992 Pueblo de Taos
- 1995 Parc national des grottes de Carlsbad

### Tourisme urbain
Le tourisme urbain profite essentiellement à la mégalopole du Nord-Est, où se concentrent les grandes agglomérations.
La Californie est le second foyer du tourisme urbain aux États-Unis avec deux agglomérations importantes : Los Angeles et San Francisco.
Dans les années 1980, de nombreuses municipalités ont engagé des travaux de reconversion des fronts d'eau pour attirer les touristes : c'est le cas de Fisherman's Wharf (San Francisco), mais d'autres exemples existent à Boston, Détroit ou Baltimore.

### Tourisme montagnard
- Liste des stations de sport d'hiver :
  - Aspen (Colorado)
  - Beaver Creek (Colorado)
  - Kirkwood (Californie)
  - Park City (Utah)
  - Squaw Valley
  - Telluride
  - Vail (Colorado)

### Loisirs et parcs d'attractions
- Liste des principaux parcs : 
  - Magic Kingdom
  - Disneyland
  - Disney's Animal Kingdom
  - Epcot
  - Disney's Hollywood Studios
  - Universal Studios Florida
  - Disney California Adventure
  - Universal's Islands of Adventure
  - Universal Studios Hollywood
  - Cedar Point
  - Parcs Six Flags

- Liste des villes du jeu :
  - Atlantic City, New Jersey
  - Las Vegas, Nevada

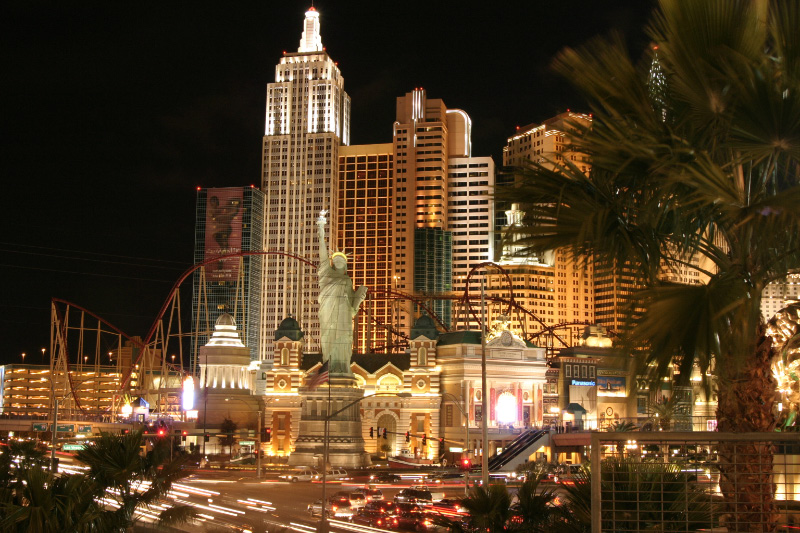
Las Vegas

  - Casinos des réserves amérindiennes
  - Casinos flottants, sur les bateaux du Mississippi
  - Reno, Nevada

### Tourisme de croisière
- Miami est le premier centre de croisière du pays avec 3 millions de passagers par an[14].
- Groupe Carnival